# Lajon Witherspoon
Lajon Jermaine Witherspoon (Nashville, 3 de octubre de 1972) es un músico estadounidense y vocalista de la banda de metal alternativo Sevendust.. Esta en el puesto 35 en la lista de Hit Parader de  los 100 mejores vocalistas del metal de todos los tiempos.